# Linguagem arquitetônica
A expressão linguagem arquitetónica(português europeu) ou linguagem arquitetônica(português brasileiro) se refere ao conjunto de elementos que dão à composição arquitetônica, enquanto expressão artística e manifestação da vontade humana, um certo ordenamento sintático, morfológico e semântico. Os arquitetos não pretendem com sua obra passar "mensagens" concretas, traduzíveis em palavras, através do domínio da gramática e da sintaxe das formas e do espaço, mas do contrário, transmitir ao usuário da arquitetura uma determinada experiência abstrata.

## Visão geral
O domínio da linguagem arquitetônica envolve o reconhecimento de que a composição arquitetônica surge a partir das relações formais, sintáticas e pragmáticas dos elementos a serem trabalhados e que diferentes formas de organização das informações existentes busca resultar em produtos adequados a uma dada intenção. Dessa forma, o estudo desta linguagem confunde-se com os postulados teóricos da teoria da gestalt, mas não se limitam a ela.
Portanto, a linguagem arquitetônica de uma determinada obra de arquitetura se dá pela relação entre seus elementos e o todo, de acordo com o partido tomado pelo arquiteto e compondo, através da relação entre as partes e o todo, uma unidade estética. Eventualmente a palavra é confundida com a expressão estilo, embora do ponto de vista teórico, o estilo se refere a uma determinada classificação (em geral histórica) sobre a produção arquitetônica de um povo ou período: normalmente está associado ao estabelecimento de regras de composição e projeto. A linguagem, por outro lado, se refere simplesmente ao uso dos elementos arquitetônicos com o fim de se chegar à composição, seja ela qual for.
A linguagem arquitetônica também transcende a questão do belo, por si só: não se pretende a beleza como simples juízo de valor, mas como experiência estética que gere uma certa fruição. Em geral, o correto domínio dos elementos, através do controle de suas várias relações, resultará em obras "belas", mas ainda assim de um ponto de vista relativo.

## Espaço
Como as questões relativas à linguagem aplicam-se aos diversos campos da expressão humana, é preciso limitar campo de atuação da linguagem da arquitetura. Para isso, é preciso refletir sobre aquilo que a define por princípio, pelo seu principal meio de expressão e de trabalho.
Este meio é o espaço. É no espaço (entendido em toda a sua amplitude de significados, não só o espaço cartesiano mas também o espaço social, o espaço vivenciado pela experiência humana) que a arquitetura efetivamente se manifesta e no qual os seus elementos podem ser arranjados. A linguagem da arquitetura, portanto, é sinteticamente o espaço. Os invólucros formais que definem o espaço (as paredes de uma construção, por exemplo), do ponto de vista da linguagem, são considerados não um fim mas um instrumento: as alterações que se fazem neles têm como fim a alteração do espaço como ente a ser percebido pelo homem. Um exemplo claro deste raciocínio é a pintura de apenas uma entre várias paredes de uma cor mais escura que as outras, alterando a forma como um indivíduo sentirá o tamanho a ser percorrido até chegar até ela.

## Elementos de composição arquitetônica
Os seguintes elementos são os mais explorados como meio de expressão da arquitetura:
- Forma
- Dimensão
- Textura
- Cor
- Luz e Sombra

Os seguintes artifícios são utilizados como instrumento de composição daqueles elementos:
- Proporção
- Ritmo
- Repetição
- Contraste e harmonia

### Bibliográficas
- RASMUSSEN, Esteen Eiler; Arquitetura vivenciada; São Paulo: Martins Fontes, 1998. ISBN 85-336-0931-0